# Абё, Елена
Елена Абё (англ. Lena Abé; род. 4 января 1983 года; Токио, Япония) — британская бас-гитаристка, участница дум-метал группы My Dying Bride. Она заменила басиста Адриана Джексона в 2007 году, в то же время, когда Дэн Маллинс заменил Джона Беннетта на ударных.

## Биография
Елена Абё родилась 4 января 1983 году в Токио. Вскоре семья переехала в Великобританию и Абё выросла в Йоркшире. Имеет британские и японские корни.
Абё начала играть на бас-гитаре в 10 лет. Её отец был басистом и клавишником и обучил свою дочь основам игры на инструменте. На неё оказали влияние такие музыканты как Клифф Бёртон, Джастин Чанселлор, Лес Клейпул и Билли Гулд. В старшей школе она начала играть в школьных музыкальных группах, после чего играла в нескольких местных метал-коллективах.
Абё жила по соседству с гитаристом и основателем My Dying Bride Эндрю Крейганом и была знакома с ним через общих друзей. Когда в 2007 году из My Dying Bride ушёл басист Эйд Джэксон, Абё, вместе с другими музыкантами, была приглашена Крейганом на прослушивание. В итоге она присоединилась к группе.
В 2011 году Абё вошла в состав к женской дэт/блэк-метал группе Severed Heaven в роли гитаристки, в которой играла до 2014 года.

## Инструменты
Абё играет преимущественно на бас-гитарах Mayones, используя для студийных записей модель Mayones B5 Gothic, также играя на Mayones Patriot 5. Помимо Mayones, она играет на пятиструнной Gibson Thunderbird. Она объясняет использование пятиструнной гитары низким строем в песнях My Dying Bride.
На момент присоединения к My Dying Bride Абё играла на шестиструнной бас-гитаре марки Ibanez, однако этот инструмент украли в аэропорту, после чего она перешла на бас-гитары Mayones. Играет медиатором.
Для записи партий в студии она использует усилитель Ampeg SVT без применения звуковых эффектов, за редким исключением используя овердрайв-педали от Boss.

## Дискография
My Dying Bride
- An Ode to Woe (2008, концертный альбом)
- For Lies I Sire (2009)
- Bring Me Victory (2009, мини-альбом)
- The Barghest o' Whitby (2011, мини-альбом)
- A Map of All Our Failures (2012)
- The Manuscript (2013, мини-альбом)
- Feel the Misery (2015)
- The Ghost of Orion (2020)
- Macabre Cabaret (2020, мини-альбом)
- A Mortal Binding (2024)